# Makkaroni

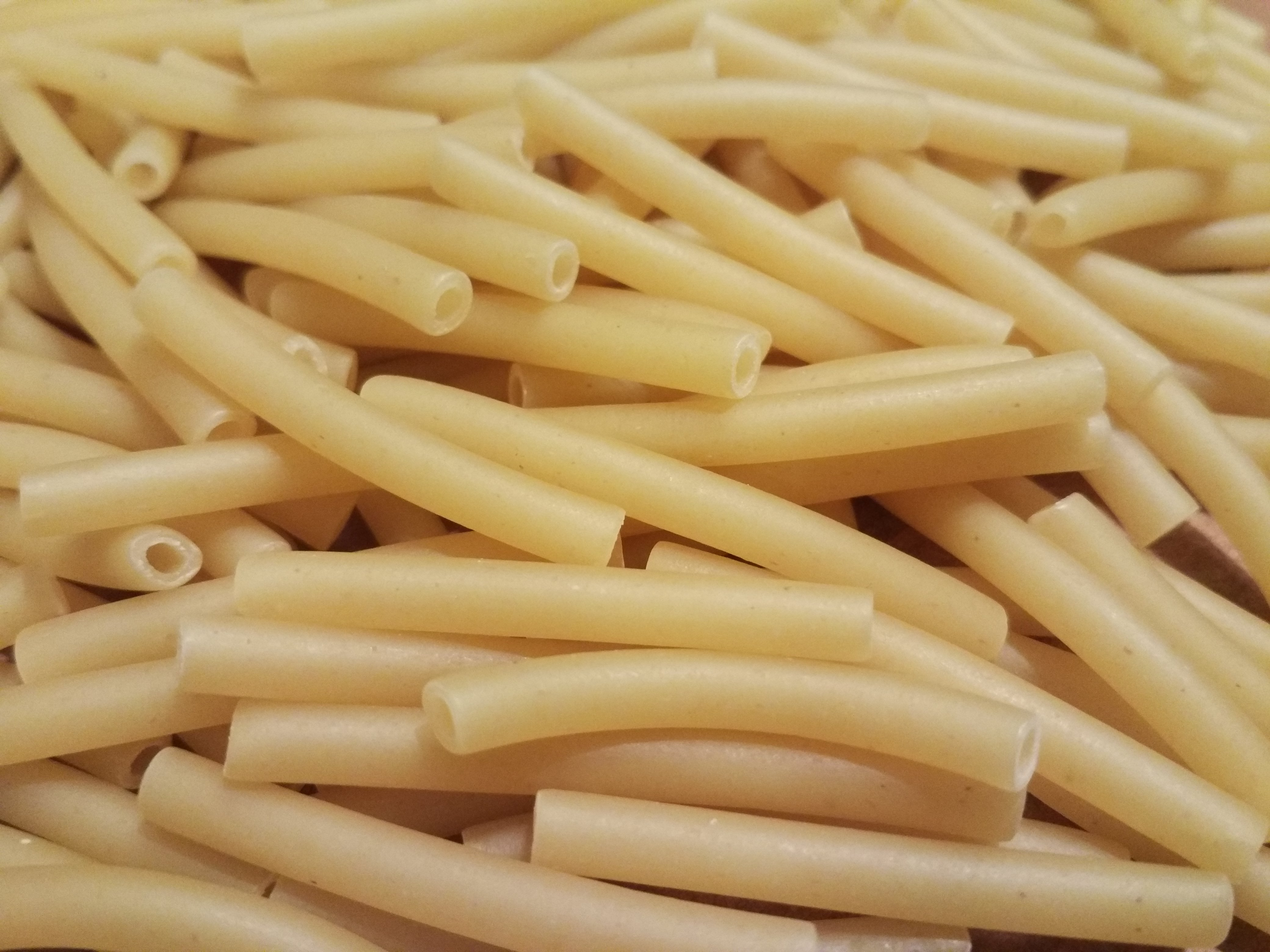
Italienische Maccheroni

Als Makkaroni (italienisch maccheroni; in der Schweiz auch Magronen) werden im deutschen Sprachgebrauch gemeinhin röhrenförmige Nudeln bezeichnet.

## Herkunft
Das Wort leitet sich wahrscheinlich vom griechischen Wort makaria für ein suppen- oder grützeartiges Gerstengericht ab, das bei Beerdigungen zu Ehren des Toten gegessen wurde. Ähnlich wird bis heute das griechische Weihnachtsgebäck Makarona oder (honighaltig) Melomakarona genannt. Makaronia bezeichnet dagegen Nudelgerichte.
Vermutlich kommen die Makkaroni aus dem ehemals griechischsprachigen Sizilien. Der Geograph al-Idrisi am Hof des Königs Roger II. beschrieb 1154 in seinen Aufzeichnungen über die Gebräuche der sizilianischen Bevölkerung die Herstellung von Maccaruni.

## „Makkaroni“ in Deutschland
In Deutschland werden vorwiegend lange Röhrennudeln ohne Wölbung als Makkaroni bezeichnet.

## Bekannte Gerichte der internationalen Küche
- Pastitsio (griechisch)
- Macaroni and Cheese (amerikanisch-britisch)
- Älplermagronen (schweizerisch)
- Makarony po-flotski (russisch)